# ティム・スカルケ
ティム・スカルケ（Tim Skarke, 1996年9月7日 - ）は、ドイツ・バーデン＝ヴュルテンベルク州ハイデンハイム出身のサッカー選手。ブンデスリーガ・1.FCウニオン・ベルリン所属。ポジションはMF。

## クラブ経歴
2008年に1.FCハイデンハイムのユースアカデミーに入所。2015年にトップチームに昇格。2年目の2016-17シーズンは25試合2ゴールを記録。2019年にSVダルムシュタット98に移籍。2020-21シーズンは30試合5ゴールを記録。翌2021-22シーズンも5ゴールを決めた。
2022年5月31日、1.FCウニオン・ベルリンと契約した。